# 短母指屈筋
短母指屈筋（たんぼしくっきん、Flexor pollicis brevis muscle）は人間の上肢の筋肉で母指MP関節の屈曲を行う。
浅頭は屈筋支帯、深頭は大小菱形骨、有頭骨から起こり、第1中手骨橈側種子骨、第1中手骨尺側種子骨、母指基節骨底で停止する。